# Mesa (Arizona)
Mesa im US-Bundesstaat Arizona ist eine von 27 Städten des Ballungsraums Phoenix und liegt 24 km östlich der Landeshauptstadt Phoenix im Maricopa County. Die Stadt stellt eine principal city der Metropolregion Phoenix dar. Das U.S. Census Bureau hat bei der Volkszählung 2020 eine Einwohnerzahl von 504.258 ermittelt.
Das Stadtgebiet hat eine Größe von 324,7 km². Mesa wurde 1878 von Mitgliedern der Kirche Jesu Christi der Heiligen der Letzten Tage („Mormonen“) gegründet.
Es gibt nur vereinzelte Hochhäuser, und so erstreckt sich die Stadt über fast 330 km². Wegen des milden Winterklimas ist Mesa eine der am schnellsten wachsenden Städte der USA und wuchs zwischen 1990 und 2000 um 37 %. Mesa ist die größte suburbane Stadt der USA und die zweitgrößte in Nordamerika hinter Mississauga, Ontario. Tatsächlich ist Mesa größer als einige bekannte US-amerikanische Städte, die Zentrum einer großen Agglomeration sind, wie zum Beispiel St. Louis, Miami oder Pittsburgh. Am örtlichen Flughafen Falcon Field Airport (ICAO-Code: KFFZ) ist der Hubschrauberhersteller MD Helicopters beheimatet.
Neben dem U.S. Highway 60 verlaufen auch die Arizona State Routes 87, 101 und 202 durch Mesa.

## Geschichte
Die Geschichte Mesas begann mit der Ankunft der Hohokam-Kultur etwa 300 n. Chr. Auf diese Bewohner gehen die ursprünglichen Bewässerungskanäle zurück, die zu den am weitesten entwickelten der Neuen Welt gehörten. Einige davon führten über 20 km weit durch die Wüste. Um das Jahr 1100 konnte eine Fläche von 45.000 Hektar bewässert werden. Bis ins Jahr 1450 war das Netz der Kanäle auf eine Länge von mehreren Hundert Kilometern angewachsen, und viele dieser Leitungen werden noch heute genutzt.
Über die Zeit zwischen dem Verschwinden des Hohokam-Kultur und dem Auftauchen der ersten europäischen Siedler ist wenig bekannt, die ersten Forschungsreisenden auf dem amerikanischen Kontinent kamen nicht in diese Gegend. Ende des 19. Jahrhunderts unterwarf die U.S. Army die Apachen, sodass das Land zu Besiedlung frei wurde.
Daniel Webster Jones führte eine Expedition an, um eine mormonische Siedlung in Arizona zu gründen. Er verließ St. George, Utah im März 1877 und gelangte mit anderen nach Lehi, direkt nördlich des heutigen Mesa, wo er eine Siedlung gründete, die zunächst als Jonesville und Fort Utah bekannt war und erst 1883 den Namen Lehi erhielt.
Zur selben Zeit kam eine Gruppe Siedler aus Utah und Idaho an. Die Anführer dieser Leute trugen die Namen Crismon, Pomeroy, Robson und Sirrine, wollten sich jedoch nicht in der von Jones gegründeten Siedlung niederlassen, sondern siedelten oberhalb des Tafelberges, der der Siedlung den Namen gab. Sie gruben Bewässerungsgräben, wobei sie die ursprünglichen Bauwerke der Hohokam-Kultur ausnutzten und konnten im April 1878 mit der Bewässerung beginnen. Eine zweite Siedlergruppe traf 1879 ein und ließ sich weiter östlich nieder. Sie nannten ihre Siedlung Stringtown.
Am 17. Juli 1878 wurde Mesa City als Stadt mit einer Fläche von einer Quadratmeile eingetragen. 1879 entstand die erste Schule. Als Mesa City 1883 rund 300 Einwohner hatte, wurde Mesa City als City neugegründet. Dr. A. J. Chandler, der später Chandler gründete, arbeitete 1895 an der Verbreiterung des Mesa Canal, um genügend Wasser hindurchfließen zu lassen, damit ein Kraftwerk errichtet werden konnte. Dieses Kraftwerk wurde 1917 von der Stadtverwaltung gekauft. Die Einnahmen davon reichten bis in die 1960er Jahre hinein zur Deckung des kommunalen Haushaltes. Während der Weltwirtschaftskrise teerten von der Works Progress Administration bezahlte Arbeiter die Straßen, bauten ein Krankenhaus, ein Rathaus und eine Bibliothek.
Als Anfang der 1940er Jahre Falcon Field und Williams Field entstanden, kamen zahlreiche beim Militär beschäftigte Personen in das Gebiet. Das Bevölkerungswachstum nahm zu, wodurch auch die Verbreitung von Klimaanlagen und der aufkommende Tourismus beitrugen. Für weiteres Wachstum sorgten in den 1950er und 1960er Jahren die Industrie, vor allem die Flugzeugherstellung. Ende der 1960er war etwa die Hälfte der Bevölkerung in der Landwirtschaft tätig, doch dieser Anteil ist durch die Verstädterung der Region Phoenix inzwischen zurückgegangen.

## Kultur

### National Register of Historic Places
Eine Reihe von Bauten und Objekten in Mesa wurde in das National Register of Historic Places aufgenommen:
| Ref.-Nummer | Name                                               | Adresse                                                                                   | Multiple Property Submission (MPS)                                                        | Datum         |
| ----------- | -------------------------------------------------- | ----------------------------------------------------------------------------------------- | ----------------------------------------------------------------------------------------- | ------------- |
| 91000982    | Alhambra Hotel                                     | 43 S. Macdonald                                                                           |                                                                                           | 31. Juli 1991 |
| 05001198    | Alma Ward Meeting House                            | 809 W. Main St.                                                                           |                                                                                           | 4. Apr. 2006  |
| 95000748    | Ammo Bunker (S-1007)                               | südwestlich vom Alaska Dr., Williams AFB                                                  | Williams Air Force Base MPS                                                               | 19. Juni 1995 |
| 95000759    | Ammo Bunker (S-1008)                               | südwestlich vom Alaska Dr., Williams AFB                                                  | Williams Air Force Base MPS                                                               | 19. Juni 1995 |
| 00001266    | Angulo-Hostetter House                             | 150 North Wilbur                                                                          |                                                                                           | 31. Okt. 2000 |
| 95000750    | Archeological Site No. AZ U:10:20(ASU)             | Adresse geheim gehalten                                                                   | Hohokam and Euroamerican Land Use and Settlement Along the Northern Queen Creek Delta MPS | 3. Juli 1995  |
| 95000751    | Archeological Site No. AZ U:10:25(ASU)             | Adresse geheim gehalten                                                                   | Hohokam and Euroamerican Land Use and Settlement Along the Northern Queen Creek Delta MPS | 3. Juli 1995  |
| 95000753    | Archeological Site No. AZ U:10:61(ASM)             | Adresse geheim gehalten                                                                   | Hohokam and Euroamerican Land Use and Settlement Along the Northern Queen Creek Delta MPS | 3. Juli 1995  |
| 95000754    | Archeological Site No. AZ U:10:65(ASM)             | Adresse geheim gehalten                                                                   | Hohokam and Euroamerican Land Use and Settlement Along the Northern Queen Creek Delta MPS | 3. Juli 1995  |
| 95000755    | Archeological Site No. AZ U:10:66(ASM)             | Adresse geheim gehalten                                                                   | Hohokam and Euroamerican Land Use and Settlement Along the Northern Queen Creek Delta MPS | 3. Juli 1995  |
| 05000421    | Buckhorn Baths Motel                               | 5900 E. Main St.                                                                          |                                                                                           | 10. Mai 2005  |
| 95000747    | Civil Engineering Maintenance Shop                 | Kreuzung 11th und A Sts., nordöstliche Ecke, Williams AFB                                 | Williams Air Force Base MPS                                                               | 19. Juni 1995 |
| 95000743    | Demountable Hangar                                 | North Apron, Williams AFB                                                                 | Williams Air Force Base MPS                                                               | 19. Juni 1995 |
| 99000706    | Evergreen Historic District                        | grob begrenzt von Country Club und Macdonald, nördlich von University Dr. bis zur 8th St. |                                                                                           | 5. Juli 1999  |
| 95000744    | Flagpole                                           | 10 St. zwischen D and E Sts., Williams AFB                                                | Williams Air Force Base MPS                                                               | 19. Juni 1995 |
| 95000746    | Housing Storage Supply Warehouse                   | Kreuzung von 11th St. und A St., NW-Ecke, Williams AFB                                    | Williams Air Force Base MPS                                                               | 19. Juni 1995 |
| 00001323    | Irving School                                      | 155 N. Center St.                                                                         |                                                                                           | 8. Nov. 2000  |
| 01000906    | Lehi School                                        | 2345 No. Home                                                                             |                                                                                           | 30. Aug. 2001 |
| 78000549    | Mesa Grande                                        | Adresse geheim gehalten                                                                   |                                                                                           | 21. Nov. 1978 |
| 88003056    | Mesa Journal-Tribune FHA Demonstration Home        | 238 W. 2nd Street.                                                                        |                                                                                           | 23. Jan. 2003 |
| 91000995    | Mesa Woman’s Club                                  | 200 N. Macdonald                                                                          |                                                                                           | 5. Aug. 1991  |
| 75000350    | Park of the Canals                                 | entlang der Horne Rd. N zwischen Utah Ditch S und Mesa-Consolidated Canal                 |                                                                                           | 30. Mai 1975  |
| 03000530    | Robson Historic District                           | grob begrenzt von Country Club Dr., Robson St. und 2nd St.                                |                                                                                           | 20. Juni 2003 |
| 82002079    | Robert Scott House                                 | 2230 E. Grandview St.                                                                     |                                                                                           | 8. Juli 1982  |
| 95001082    | Sirrine House                                      | 160 N. Center St.                                                                         |                                                                                           | 11. Sep. 1995 |
| 93001141    | Spangler-Wilbur House                              | 128 N. MacDonald St.                                                                      |                                                                                           | 1. Nov. 1993  |
| 91000983    | Strauch House                                      | 148 N. Macdonald St.                                                                      |                                                                                           | 31. Juli 1991 |
| 00001321    | Temple Historic District                           | grob begrenzt von Mesa Dr., Broadway Rd., Hobson St. und Main St.                         |                                                                                           | 8. Nov. 2000  |
| 95000745    | Water Pump Station and Water Tower                 | Kreuzung von 12th St. und B St., nordöstliche Ecke, Williams AFB                          | Williams Air Force Base MPS                                                               | 19. Juni 1995 |
| 99000707    | West Second Street Historic District               | grob begrenzt von Robson St. und Center St., 1st St. und 3rd St.                          |                                                                                           | 2. Juli 1999  |
| 03000531    | West Second Street Historic District (Erweiterung) | grob begrenzt von Robson St., University Dr. und MacDonald St.                            |                                                                                           | 20. Juni 2003 |
| 99000708    | Wilbur Street Historic District                    | grob begrenzt von Pasadena St. und Pomeroy St., 1st St. und 3rd St.                       |                                                                                           | 24. Juni 1999 |

### Museen in Mesa
- Arizona Museum for Youth
- Commemorative Air Force Museum
- Mesa Historical Society and Museum
- Mesa Southwest Museum
- Sirrine House

## Städtepartnerschaften
- Burnaby, British Columbia, Kanada
- Caraz in Peru

## Söhne und Töchter der Stadt

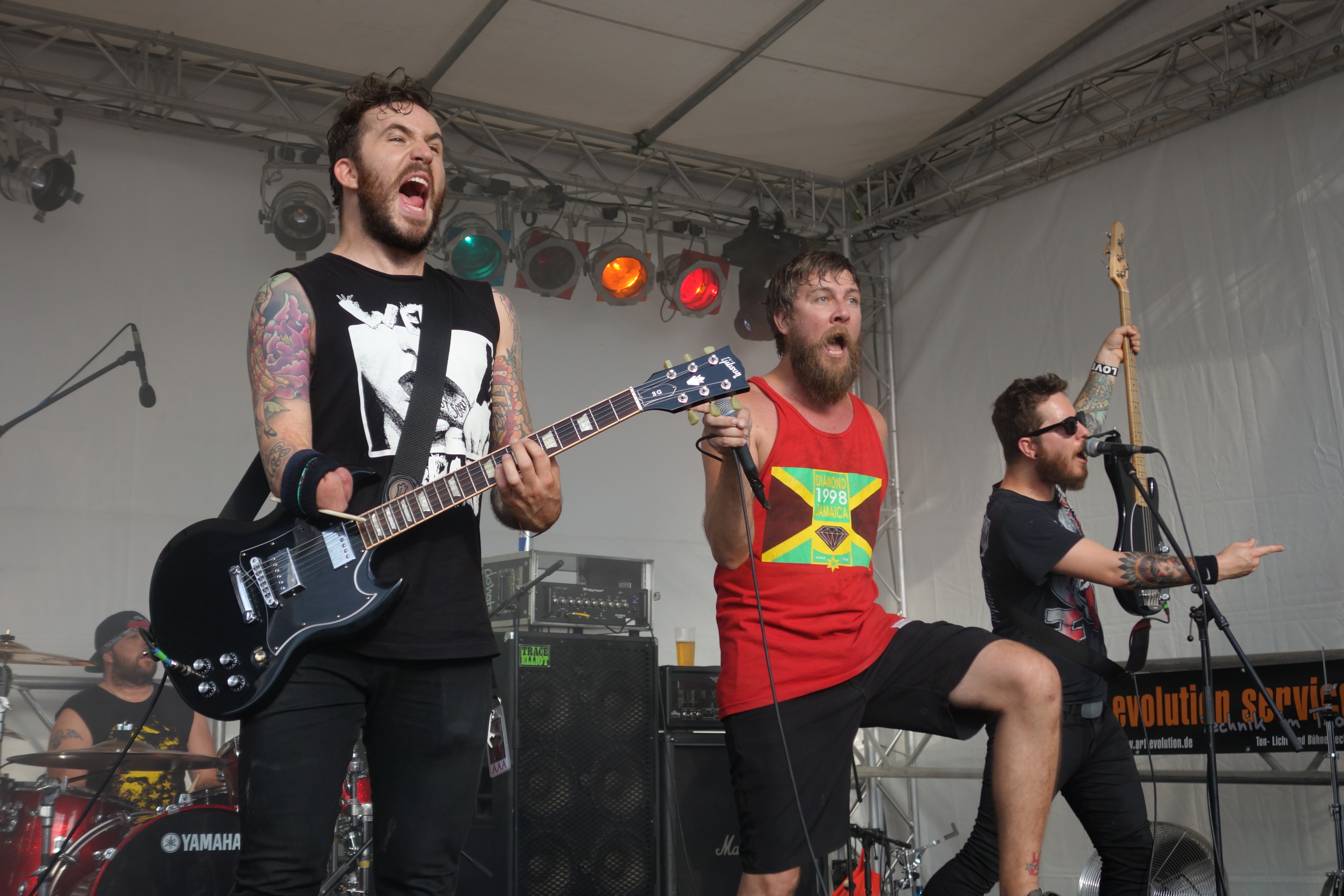
Die Band Authority Zero stammt aus Mesa. Hier bei einem Auftritt beim Frankfurter Museumsuferfest

- April Steiner Bennett (* 1980), Stabhochspringerin und Olympiateilnehmerin
- Brea Bennett (* 1987), Pornodarstellerin
- Christina Birch (* 1986), US-amerikanische Radsportlerin
- Art Bisch (1926–1958), Autorennfahrer
- Danielle Fishel (* 1981), Schauspielerin
- Lyndsey Fry (* 1992), Eishockey- und Inlinehockeyspielerin
- John C. Giles (* 1959), Rechtsanwalt, Politiker und Bürgermeister
- John Hatch (* 1996), Volleyballspieler
- Todd Heap (* 1980), American-Football-Spieler
- Misty Hyman (* 1979), Schwimmerin und Olympiasiegerin
- Harper Kamp (* 1988), Basketballspieler
- Troy Kotsur (* 1968), Film- und Theaterschauspieler
- Breeja Larson (* 1992), Schwimmerin
- Alex Meraz (* 1985), Schauspieler
- Bart Oates (* 1958), American-Football-Spieler
- Brad Oates (* 1953), American-Football-Spieler
- Paul Perkins (* 1994), American-Football-Spieler
- David Petersen (* 1950), Politiker
- Chuck Puleo (* 1972), Dartspieler
- John Jacob Rhodes III (1943–2011), Politiker, Mitglied im Repräsentantenhaus
- Jose Rosete (* 1975), Schauspieler, Filmproduzent, Filmregisseur, Drehbuchautor und Synchronsprecher
- Dave Spina (* 1983), Eishockeyspieler
- Delbert L. Stapley (1896–1978), Apostel der Kirche Jesu Christi der Heiligen der Letzten Tage
- Dan Sykes (* 1984), Schauspieler
- Wayne Thiebaud (1920–2021), Maler und bedeutender Vertreter der amerikanischen Pop-Art

Die Punkband Authority Zero stammt aus Mesa.